# Train express

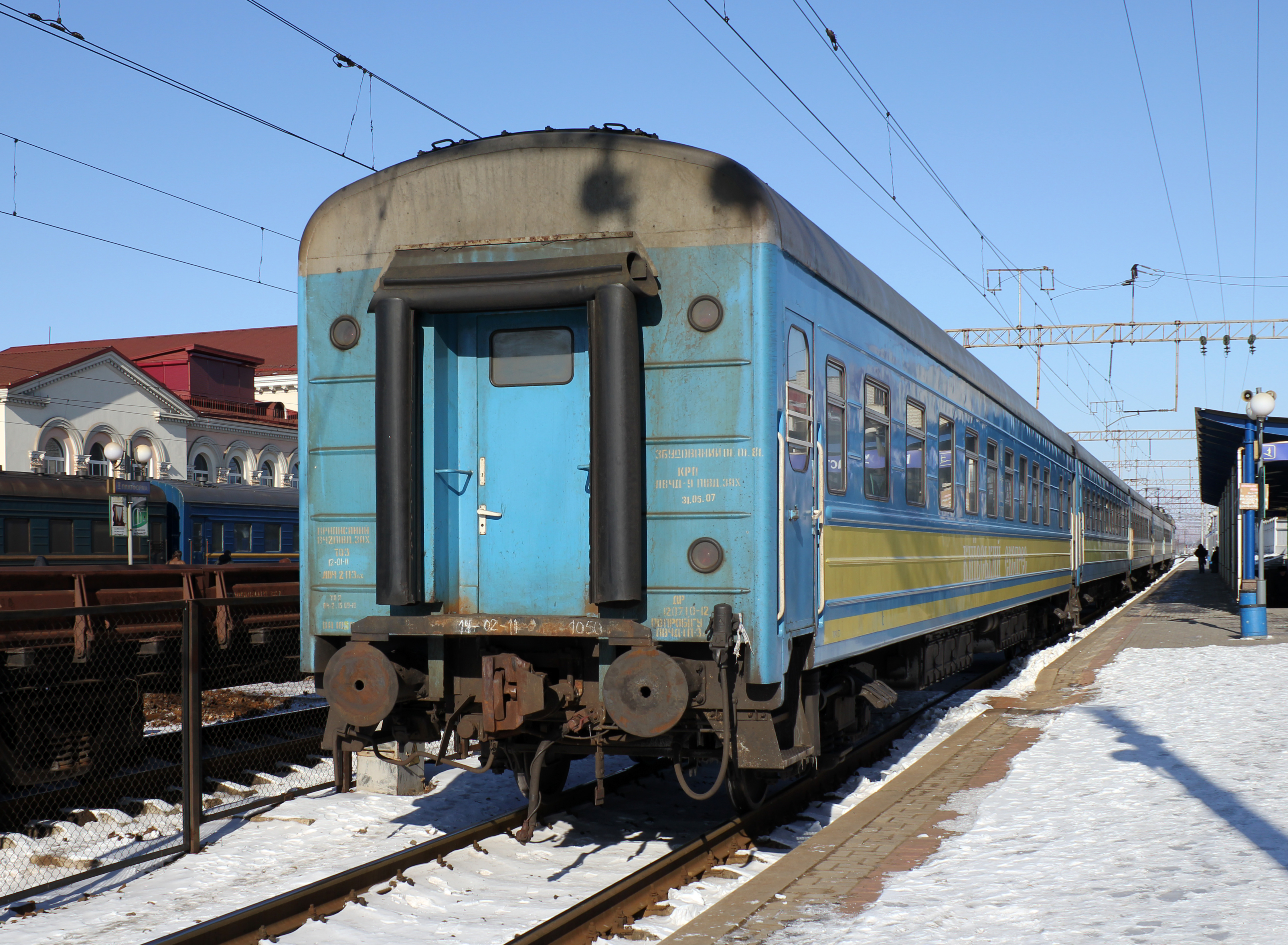
Train express de Kiev dans la gare ferroviaire de Vinnitsa, en Ukraine.

Trains express, parfois aussi appelé « train rapide » est une forme d'exploitation ferroviaire.

## Caractéristiques
Les trains express font seulement un petit nombre de dessertes intermédiaires, au lieu de s'arrêter à chaque station.
Bien que largement mis en œuvre dans les services ferroviaires de longue distance, par exemple l'Italia-Express, il a également fait ses preuves dans la planification de certains systèmes de transports en commun rapides. Une grande partie de certaines lignes du métro de New York a une disposition à 4 voies, deux extérieures pour les trains locaux et deux intérieures pour les trains express (sur les lignes avec trois voies, un service express est également possible[réf. nécessaire]). Cela a également été mis en place sur Broad Street Line (Philadelphie), sur des parties des lignes rouge et mauve de Chicago, et sur deux petites sections du métro de Londres, à savoir sur la Metropolitan line et la ligne Piccadilly. Plusieurs variantes de services express (semi-express, express limité, etc.) sont une caractéristique des grands[Quoi ?] chemins de fer japonais, ainsi que sur la ligne 1 du métro de Séoul.